# عابث بالنوع الاجتماعي
العابث بالنوع الاجتماعي هو الشخص الذي «يكسر» أو يخل بالأدوار الجندرية المتوقعة. ويدعي كسر أو العبث بالأدوار الجندرية المتوقعة، ويعرف أيضا بـ «جندرفاك». يعتبر العبث الجندري في بعض الأحيان شكلًا من أشكال النشاط الاجتماعي المتخذة، لتدمير الأدوار الجندرية الصارمة، وتحدي الصور النمطية لأدوار الجنسين، خاصة في الحالات التي يجد فيها الشخص غير المطابق للنوع الاجتماعي هذه الأدوار مرهقة. يمكن أن يكون رد فعل، واحتجاجًا على رهاب المثلية أو رهاب المتحولين أو كراهية النساء أو كراهية الرجال. يتطابق بعض العابثين بالنوع الاجتماعي مع الجنس المعين لهم عند الولادة، لكنهم يتحدون المعايير الاجتماعية، التي تحدد توقعات السلوك الجندري لهذا الجنس. يمكن أن يشتمل هذا التمرد على لباس المخنث، والزينة، والسلوك، والأدوار الجندرية غير التقليدية. قد يعرف عابثو النوع الاجتماعي أنفسهم كعابرين أو كأحرار النوع الاجتماعي.
قد يكون العبث بالنوع الاجتماعي أمرًا سياسيًا، ناشئًا عن الحركات المبكرة لسياسات الهويات، في الستينيات والسبعينيات، والمبدأ التوجيهي هو فكرة أن الشخصي سياسي. أوضح كريستوفر لونك في مقالته «العبث بالنوع الاجتماعي ومتعته» في عام 1974، حافزه للقيام بالعبث بالنوع الاجتماعي: «أريد أن أنتقد وأهزأ بأدوار النساء والرجال أيضًا. أريد أن أحاول توضيح كم من اللاعتيادي يمكن أن أكون، أريد أن أسخر من علم الأدوار الجنسية المقيدة والتطابق الجنسي.»
كان مصطلح العبث بالنوع الاجتماعي «جندرفاك» جزءًا من اللغة العامية للمثليين، وبدأ يظهر في الوثائق المكتوبة في السبعينيات.

## الثنائية الجندرية
أن «تعبث» بمسألة النوع الاجتماعي، يعني أنك قادر على التمرد. تُبنى هذه التوقعات على أسس اجتماعية، مع وجود فروقات كبيرة بين الثقافات المختلفة. «الثنائية الجندرية» هي الاعتقاد بوجود نوعين اجتماعيين فقط: الرجال والنساء. يكون من المقبول فقط في العديد من الثقافات، أن يجسد الفرد أحد الأدوار الجندرية القطبية. وغالبًا ما تحاكي الأدوار الجندرية التوقعات الاجتماعية للفئات الجنسية (ذكورًا وإناثًا). وبناء على هذه التوقعات الثقافية، يُنتظر من الرجال (بالتكوين الجسدي) أن يتحلوا بصفات ذكورية، تمامًا كما يتوقع المجتمع أن تتحلى النساء بصفات أنثوية. يُعرف الاعتقاد والتصديق بأدوار جندرية قطبية بـ «الثنائية الجندرية».
ولكي يُنظر إلى شخص ما، في العديد من الثقافات، على أنه ينتمي إلى فئة جندرية معينة، لا يُشترط فقط أن يمتلك الفرد تركيبة تشريحية معينة (بما في ذلك الأعضاء التناسلية)، بل يجب أن تتوافق هذه التركيبة مع أفكار تلك الثقافة عن القوالب النمطية المناسبة للأدوار الجنسية. تتأثر هذه الأدوار بالثقافة والأقران بشكل كبير، ويشمل دور الجنس المقولب أيضًا التوجهات الجنسية للفرد. وبناءً عليه، قد ينظر إلى أولئك الذين يخالفون السلوك المتوقع، كما هو الحال بالنسبة للمثليات والمثليين على سبيل المثال، على أنهم أشخاص «أقل شأنًا» أو يُشار إليهم بـ «الآخرين.»
تغيرت الأدوار الجندرية إلى حد ما على مر السنين الماضية، في الثقافات الغربية. ومع ذلك، ما تزال الثقافة الغربية السائدة تميل إلى توقع السلوكيات النمطية «الأنثوية» من الإناث، والقوالب النمطية الجنسية «الذكورية» من الذكور. أوضحت دراسة أجرتها جامعة برينستون هذه الصور النمطية الشائعة عن الأنواع الاجتماعية كما يلي: «ذكوري»- يتصرف كقائد، وعدواني، وطموح، وذو فكر تحليلي، وحازم، ورياضي، وتنافسي، ويدافع عن معتقداته الخاصة، ومسيطر، وقوي، ويتحلى بقدرات القيادة، ومستقل، ومتفرد، ويتخذ القرارات بسهولة، ومعتمد على ذاته، ومحقق للاكتفاء الذاتي، وذو شخصية قوية، وعلى استعداد لاتخاذ المواقف، وتحمل المخاطر. بينما تشمل القوالب النمطية الجنسية للـ «أنثوية»، كما حددتها هذه الدراسة نفسها، الصفات التالية: حنونة، ومرِحة، وطفولية، ورحيمة، ولا تستخدم لغة قاسية، وحريصة على تهدئة المشاعر المؤلمة، ولطيفة، وساذجة، وتحب الأطفال، ومخلصة، وتشعر باحتياجات الآخرين، وخجولة، وناعمة الكلام، ومتعاطفة، ومعطاءة، ومتفهمة، ودافئة، ومطيعة.
كانت الأدوار والمظاهر الجندرية في الثقافات المسيحية واليهودية، مضبوطة ومنظمة منذ العصور التوراتية: «لا يلبس الرجال لباس النساء، ولا النساءُ لباسَ الرجال. كل من يفعل ذلك يعيبه الرب إلهكم» (سفر التثنية 22:5). وقد فسر بعض المسيحيين ذلك على أنه إثم وخطيئة.
ومع ذلك، بالنسبة للثقافات الأخرى، وغالبًا الشعوب الأصلية، أو الثقافات الفرعية الموجودة داخل الثقافات الغربية، قد تحدد مفهوم النوع الاجتماعي بأكثر من خيارين فقط، وقد ترى في شعوبها القدرة على تأدية أكثر من دور جندري واحد. تاريخيًا، كان لبعض الشعوب الأصلية في أمريكا الشمالية أكثر من دورين جندريين كجزء من بنيتها الاجتماعية، في حين أن الآخرين، سواءً تبنَّوا هذا التنوع تاريخيًا أم لا، قد يقبلون الأشخاص ذوي الروحين كجزء من مجتمعاتهم الآن. وقد ترى ثقافات أخرى أن الناس قادرون على تجسيد أكثر من دور جندري واحد في أوقات مختلفة، أو أن يكونوا في الوسط، «يحتضنون روح الذكر والأنثى معًا». ومن الأمثلة على ذلك شعب بوغيس في جنوب سولاويزي في إندونيسيا، حيث يوجد ما مجموعه خمسة أنواع اجتماعية. تشمل هذه الأنواع ما يمكن اعتباره تقليديًا رجلًا وامرأة منسجما النوع الاجتماعي، وكذلك الرجال والنساء مغايري الهوية الجندرية، وشامان بيشو المخنثين.